# 大久野村
大久野村（おおぐのむら）は東京都の西部、西多摩郡に属していた村。

## 地理
現在の日の出町の西部に位置する。
- 河川：平井川、北大久野川、玉の内川

## 歴史

### 沿革
- 1889年（明治22年）4月1日 - 町村制施行により、大久野村は単独で村制施行し神奈川県西多摩郡大久野村が成立。
- 1893年（明治26年）4月1日 - 西多摩郡が南多摩郡、北多摩郡と共に東京府へ編入。
- 1943年（昭和18年）7月1日 - 東京都制施行。（東京府廃止。）
- 1945年（昭和20年）12月15日 - 大久野村羽生にて疎開中の日本刀150余口が押収される羽生事件が起こる[1]
- 1955年（昭和30年）6月1日 - 大久野村は平井村と合併し日の出村が発足。大久野村は消滅。

変遷表
| 1868年 以前 | 1868年 以前 | 明治6年  | 明治22年 4月1日 | 昭和30年 6月1日 | 昭和47年 5月5日 | 現在     |
| ----------- | ----------- | -------- | --------------- | --------------- | --------------- | -------- |
|             | 上大久野村  | 大久野村 | 大久野村        | 日の出村        | 町制            | 日の出町 |
|             | 下大久野村  | 大久野村 | 大久野村        | 日の出村        | 町制            | 日の出町 |
|             | 北大久野村  | 大久野村 | 大久野村        | 日の出村        | 町制            | 日の出町 |

## 行政
- 三澤三郎　1889年6月 - 1901年5月
- 宮岡兵吾　1901年5月 - 1902年6月
- 羽生平作　1902年6月 - 1906年5月
- 三澤一二　1906年6月 - 1910年1月
- 志茂忠　　1910年10月 - 1918年10月
- 川上多摩樹　1918年11月 - 1930年11月
- 羽生平治　1930年11月 - 1931年3月
- 古山啓蔵　1931年4月 - 1936年1月
- 山崎善之助　1936年1月 - 1944年1月
- 山崎周作　1944年3月 - 1946年11月
- 三澤治男　1946年11月 - 1951年4月
- 山崎角助　1951年4月 - 1955年5月

## 交通

### 鉄道
※岩井支線は1971年2月1日に大久野駅 - 武蔵岩井駅間が廃止。1982年11月15日に武蔵五日市駅 - 大久野駅間が廃止。
- 日本国有鉄道（ → 東日本旅客鉄道）
  - 五日市線（岩井支線）
    - 大久野駅 - 武蔵岩井駅